# Дом Николаевых
Дом Никола́евых («Дом с русалками», Малый Гостиный двор) — памятник архитектуры. Расположен в Центральном районе Санкт-Петербурга, современный адрес дома — Садовая улица 21а (23/6).
Здание было построено в конце XVIII века неизвестным архитектором, перестраивалось Ливеном в 1842 году и П. Н. Волковым в 1879—1880 годах.
Изначально на месте широких оконных проёмов здания была открытая аркада в 11 арок, в том числе среди лавок здания была фирма книгоиздателя И. Д. Сытина, кондитерская «Жорж Борман», банкирские конторы.
В 1903 году Г. И. Люцедарский перестроил первый этаж дома для магазина «высшей парфюмерии» и оптового склада косметики товарищества «А. Ф. Ралле и Ко». Простенки между витринами выложены гранитом скальной фактуры, на уровне человеческого роста они украшены горельефами женских голов с похожими лицами, но с разными выражениями лица; по мнению Б. М. Кирикова, скульптура была рекламой и передавала выражения лиц посетительниц магазина.
В 1915 году левая часть здания была надстроена на этаж.
В 1922 году в здании открылся универсальный магазин.
В 2014 году один из горельефов оказался на грани утраты из-за широкой трещины. Одобренный КГИОПом ремонт выдержал только три года (предположительно из-за низкого качества и нарушения технологии). Спустя 3 дня после повторного обнаружения проблемы неизвестный отремонтировал горельеф без согласования с КГИОП, предположительно, гипсовой штукатуркой; оценки данного ремонта разнились от спасения горельефа до правонарушения, правозащитники при оценке события подчёркивали медлительность официальных лиц, отсутствие разбора ситуации с первым некачественным ремонтом и игнорирование организацией достаточной защиты горельефов от «украшений» вроде губной помады.